# Mariage à l'essai
Albums de Alain Chamfort
Je pense à elle...
(1973) Rock'n rose
(1977)
Singles
1. Mariage à l'essai
Sortie : Septembre 1976[2]
2. Comme si c'était hier
Sortie : mars 1977

Mariage à l'essai est le deuxième album studio d'Alain Chamfort sorti chez CBS Records en 1976 .

## Historique
Après un contrat arrivé à terme chez les Disques Flèche et un désaccord avec Claude François, Alain Chamfort quitte alors Flèche (avec Michel Pelay et Gérard Louvin) et signe chez CBS avec une liberté totale sur le choix artistique.
Les ventes restent assez mitigées pour l'époque de sa parution (plus de 75 000 exemplaires - malgré tout), cet album marque le changement net de virage musical pour Alain Chamfort. Alain Chamfort commence à s’éloigner d'une musique pour "minettes". L'album, ne comportant pas de titre, sera baptisé par la suite par le premier titre de l'album : Mariage à l'essai.

## Titres
| No  | Titre                        | Auteur                                            | Durée |
| --- | ---------------------------- | ------------------------------------------------- | ----- |
| 1.  | Mariage à l'essai            | Jean-Michel Rivat / Alain Chamfort                | 3:33  |
| 2.  | Maître Martin                | Jean-Michel Rivat / Michel Pelay - Alain Chamfort | 3:19  |
| 3.  | À quelques heures de Nancy   | Jean-Michel Rivat / Michel Pelay - Alain Chamfort | 3:41  |
| 4.  | Lucile                       | Jean-Michel Rivat / Michel Pelay - Alain Chamfort | 3:33  |
| 5.  | La musique se lève à l'ouest | Jean-Michel Rivat / Michel Pelay - Alain Chamfort | 2:50  |
| 6.  | La danse, c'est naturel      | Jean-Michel Rivat / Michel Pelay - Alain Chamfort | 3:14  |
| 7.  | Comme si c'était hier        | Jean-Michel Rivat / Michel Pelay - Alain Chamfort | 3:15  |
| 8.  | La croisière                 | Jean-Michel Rivat / Michel Pelay - Alain Chamfort | 3:17  |
| 9.  | L'amour tsé tsé              | Jean-Michel Rivat / Michel Pelay - Alain Chamfort | 2:44  |
| 10. | Une suite heureuse           | Jean-Michel Rivat / Michel Pelay - Alain Chamfort | 4:09  |